# Lobocolpodes
Lobocolpodes is een geslacht van kevers uit de familie van de loopkevers (Carabidae). De wetenschappelijke naam van het geslacht is voor het eerst geldig gepubliceerd in 1985 door Basilewsky.

## Soorten
Het geslacht Lobocolpodes omvat de volgende soorten:
- Lobocolpodes australis (Jeannel, 1955)
- Lobocolpodes caroli (Jeannel, 1948)
- Lobocolpodes murex (Alluaud, 1909)
- Lobocolpodes pachys (Jeannel, 1951)
- Lobocolpodes phenax (Alluaud, 1932)
- Lobocolpodes ranomandryae Basilewsky, 1985